# Wolsztyn
Wolsztyn là một thị trấn thuộc huyện Wolsztyński, tỉnh Wielkopolskie ở trung-tây Ba Lan. Thị trấn có diện tích 5 km². Đến ngày 1 tháng 1 năm 2011, dân số của thị trấn là 13393 người và mật độ 2802 người/km².